# Национално знаме на Нидерландия
Националното знаме на Нидерландия се състои от три еднакви цветни полета – червено, бяло и синьо, подредени в този ред хоризонтално от горе надолу и има правоъгълна форма с отношение ширина към дължина 2:3.
Знамето има дългогодишна история и е най-старият трикольор, който се използва и днес като държавен символ. Прието е официално на 19 февруари 1937 г. с кралски декрет.

## История
За първи път знаме с цветове оранжев, бял и син се използва във втората половина на 16 век, когато Холандските провинции вдигат бунт срещу Испания. Ръководител на въстанието е принц Вилхелм Орански и цветовете на знамето са заимствани от неговия герб. Този флаг бил наречен Prinsenvlag на нидерландски – „Знамето на Принца“ и става основа за днешното знаме.
След 1630 г. оранжевият цвят постепенно е заменен от червен, както свидетелстват различни картини от тази епоха. Тъй като не е имало явна политическа причина за промяна на цвета, най-вероятно той е бил променен от практиката. Синият и оранжевият цвят често били неразличими отдалеч, най-вече в морето. Друга вероятна причина била, че по това време оранжевият цвят се приготвял от смес от жълти и червени растителни оцветители. Така приготвеният оранжев цвят е много нетраен и лесно се отмива от вода, поради което е решено да се замени с много по-трайния червен цвят. Въпреки това оранжевият цвят остава символ на страната, като всички национални спортни екипи на Нидерландия са в оранжево.